# Уппсала (футбольный клуб)
«Уппсала» — шведский футбольный клуб и футбольный отдел IFK Uppsala, находящегося в Уппсале. Клуб, основанный в 1895 году, был одним из лидеров шведского футбола в начале XX века. Они играли 2 сезона в «Шведской серии» — высшей шведской лиге того времени — и участвовали в трех финалах Чемпионата Швеции (против «Эргрюте» в 1907 году, против «Гётеборга» в 1908 и против АИК в 1911), не выиграв ни одного. Сейчас IFK Uppsala играет в регионе Norra Svealand третьего дивизиона шведской лиги.

## Достижения
- Svenska Mästerskapet:
  - Участники (3): 1907, 1908, 1911
- Corinthian Bowl:
  - Участники (1): 1909
- Kamratmästerskapen:
  - Участники (1): 1902